# كهف الماموث (أستراليا الغربية)
كهف الماموث (بالإنجليزية: Mammoth Cave)‏ هو كهف كبير من الحجر الجيري يقع على بعد 21 كم (13 ميل) جنوب نهر مارجريت في جنوب غرب أستراليا الغربية ، وحوالي 300 كم (190 ميل) جنوب مدينة برث. يقع الكهف داخل منتزه (لبؤة الطبيعة Leeuwin-Naturaliste) الوطني ويحيط به غابة كاري وماري. كما عثر فيه على حفريات لحيوانات منقرضة.

## الإكتشاف
يبلغ طول الكهف 500 متر (1600 قدم) وعمقه 30 مترًا (98 قدمًا). عُرف منذ عام 1850 للمستوطنين الأوروبيين في منطقة نهر مارغريت ، ولكن لم يتم استكشافه حتى عام 1895. كان المستكشف تيم كونيلي (الذي تم تعيينه لحراسة الكهف) هو أول من قام بجولات بواسطة الكشاف الضوئي اليدوي، إلى أن تم تركيب الإضاءة الكهربائية عام 1904.

## الأحافير
أُجريت العديد من الدراسات على الكهف منذ أكثر من قرن. وأسفرت هذه الدراسات عن العثور على أحافير حيوانات العصر الجليدي يقدر عمرها بأكثر من 35,000 سنة ، بما في ذلك أحافير النمر التسماني وآكل الأعشاب الجرابي العملاق المسمى إيكيدنا.